# Berta Collado
Berta Collado Rivera (Navalmoral de la Mata, Provincia de Cáceres, 3 de julio de 1979) es una presentadora, periodista y humorista española.

## Carrera televisiva
Nació en la ciudad de su madre, Talavera de la Reina (Provincia de Toledo), pero se crio en la de su padre Navalmoral de la Mata (Provincia de Cáceres). Es licenciada en periodismo en la Universidad CEU San Pablo de Madrid. Ha realizado trabajos de prensa escrita en varias empresas y gabinetes de comunicación así como un máster en comunicación televisiva, cursos de locución y presentación de programas de televisión y un año de interpretación.
Comenzó en televisión en octubre de 2005, siendo presentadora de la segunda temporada del programa Do U Play?, dirigido por Nacho Niño y emitido en las televisiones locales de Punto TV, perteneciente al grupo Vocento. Más tarde, en julio de 2006, los canales AXN y Sony en VEO contaron con ella para presentar el programa de videojuegos Insert Coin. En 2006 también copresentó e hizo reportajes en el programa deportivo de Cuatro, Maracaná 06. En enero de 2007 hizo de reportera para Cuatro en U.V.E., producido por Cuarzo Producciones. Desde el 3 de marzo de 2007 presentó brevemente Esta tarde con esta gente, un programa de humor producido por Zeppelin TV. Más tarde, en TVE, se puso al frente del formato de investigación El ojo público del ciudadano capitaneada por Juan Ramón Lucas. En 2007 presentó en Localia Televisión el prime time diario “Como te lo cuento” con Iñaki Urrutia. Paralelamente ha realizado trabajos de modelo publicitaria para varias marcas, como Deuralde, ha protagonizado un vídeo de las Fuerzas Armadas Profesionales, y trabajado en varios cortometrajes.
El 5 de noviembre de 2007 se incorporó al programa de La Sexta Sé lo que hicisteis... como reportera de eventos políticos y deportivos. En octubre de 2008, Berta protagonizó la campaña "Somos Extremadura", con anuncios en solitario y junto a otros personajes famosos. En noviembre de 2008, cuando hizo un año de su incorporación a Sé lo que hicisteis..., Berta dejó el programa Insert Coin, del que era presentadora desde hacía dos años y medio, siendo sustituida por Estela Giménez.
En febrero de 2009, apareció en la portada de la revista para hombres FHM. En junio de 2009, Berta fue nombrada la 22.ª mujer más sexy del mundo por los votantes españoles de dicha revista. En el verano del 2009, Berta comenzó a tener más protagonismo en Sé lo que hicisteis..., haciendo la sección de noticias "Berta y la actualidad". En el mes de agosto, cubrió las vacaciones de su compañero, Miki Nadal, haciendo su sección. A principios de 2010, Berta Collado renovó su contrato con La Sexta y además de realizar reportajes y sketches, contó con una sección diaria en el plató. El 25 de febrero de 2010 presentó, de forma puntual, el programa íntegramente y por primera vez, sustituyendo a la presentadora Patricia Conde. A partir del 5 de julio de 2010, Berta se convirtió en la presentadora sustituta del programa durante las vacaciones de Patricia Conde y el programa pasó a llamarse Sé lo que hicisteis.. verano. Ese mismo año fue nombrada la 11.ª mujer más sexy del mundo y 7.ª por los españoles votantes de la revista FHM. En octubre de 2010 fue portada de la revista Must! magazine. Ese mismo mes también le fue otorgado el Premio Top Glamour como "Rostro Revelación de Televisión".
Tras el fin de SLQH, el 20 de mayo de 2011, pasó a presentar Involución el 8 de junio del mismo año, para la cadena Neox. El 14 de junio presentó la gala de los Must! Awards 2011 y, en septiembre dio el pregón de las fiestas de Talavera de la Reina. El 30 de diciembre de 2011 junto con Anna Simon, Marisa Naranjo y otros compañeros de Neox llevó a cabo el proyecto La Nochevieja más Neox. Desde enero de 2012 y hasta septiembre de 2012 presentó el concurso Cruce de palabras en Canal Extremadura. En septiembre de 2012 se incorporó a la radio Happy FM, colaborando en el programa de su antigua compañera Cristina Urgel, La teniente Urgel, presentando la sección Berta a su bola. El 30 de diciembre de 2012, Berta Collado volvió a presentar las precampanadas del Feliz Año Neox 2012 junto a sus compañeros Anna Simon, Raúl Gómez, Fernando Ramos, y Remedios Cervantes en la Nochevieja de Neox.
El 8 de febrero de 2013 comenzó su andadura en el programa Increíbles: el gran desafío en Antena 3 como presentadora del espacio junto a Carlos Sobera. El programa se estrenó como líder de la noche del viernes con un 15,4 % de cuota de pantalla. El 25 de febrero del mismo año participa como concursante del especial solidario de Tu cara me suena en Antena 3. En octubre de 2013, la presentadora fichó por La 1 para el programa de humor Se hace saber junto a Agustín Jiménez o Goyo Jiménez entre otros, en el que protagonizó varios sketches y que se estrenó el 24 de diciembre de 2013. Más tarde, el 2 de diciembre de 2013, Berta presentó en el late night de La 1 la gala de los premios LFP 2013. El 30 de diciembre de 2013, Berta Collado repitió por tercer año consecutivo en el programa Feliz Año Neox, donde volvió a dar las uvas desde la Puerta del Sol junto al Hombre de Negro y Alaska y Mario Vaquerizo desde el plató. Desde octubre de 2014 y hasta noviembre de 2015, presentó junto a Jordi Mestre el programa Más que en vivo en La 2. Desde octubre de 2014 y hasta febrero de 2015 fue colaboradora en el programa Todo va bien en Cuatro. El 5 de marzo de 2015 se conoció la noticia de su fichaje por La mañana de La 1 y Amigas y conocidas en La 1. De marzo a abril de 2015 presentó el programa musical de la noche de los sábados de La 1, La alfombra roja palace.
Desde el 6 de marzo de 2016 es colaboradora del espacio radiofónico Las mañanas Kiss en Kiss FM, presentado por Xavi Rodríguez. A finales de abril se estrenó como presentadora del concurso ¿Tienes un minuto? en Castilla-La Mancha Televisión. En el verano de 2016 sustituye a Inés Ballester como presentadora en el programa Amigas y conocidas, del que forma parte como colaboradora desde 2015. También, desde octubre y hasta noviembre de ese año, fue colaboradora del programa Poder canijo de La 1, presentado por Juan y Medio. El 24 de diciembre se hizo cargo de la presentación de Telepasión: va de cine junto a Roberto Leal, haciéndose con el liderazgo de la noche con 1 857 000 y 19,2 %.
A principios de febrero de 2017, se convierte en presentadora del espacio Las mañanas Kiss en sustitución de María Lama mientras se encuentra de baja por maternidad.
El 1 de julio de 2017, se puso al frente de la retransmisión del  WorldPride Madrid 2017 en el programa especial conjunto de Telemadrid y DKISS junto a Boris Izaguirre y Emilio Pineda. El 6 de julío de 2017 participa como protagonista del segundo capítulo del programa Cadena de amigas junto a su excompañera Patricia Conde en Fox Life. Adicionalmente, por segundo verano consecutivo se hace cargo del programa Amigas y Conocidas verano en La 1.
En las navidades de 2017 presentó junto a Quequé el especial de Nochebuena en Telemadrid llamado "Se acabó lo que se daba" y el 31 de diciembre el programa especial musical de Nochevieja llamado "La Movida Madrileña".

## Filmografía
Películas
| Películas | Películas  | Películas | Películas    |
| Año       | Título     | Personaje | Notas        |
| --------- | ---------- | --------- | ------------ |
| 2011      | Nada menos | Berta     | Cortometraje |

Series de televisión
| Series de televisión | Series de televisión | Series de televisión | Series de televisión |
| Año                  | Título               | Personaje            | Notas                |
| -------------------- | -------------------- | -------------------- | -------------------- |
| 2010                 | Museo Coconut        | Estela Gris          | 1 episodio           |
| 2012                 | Entre líneas         | Ainhoa               | 1 episodio           |
| 2015                 | Gym Tony             | Tomasa               | 1 episodio (223)     |

Programas de televisión
| Año       | Programa                                     | Cadena                    | Notas                                    |
| --------- | -------------------------------------------- | ------------------------- | ---------------------------------------- |
| 2005–2006 | Do U Play?                                   | Punto TV                  | Presentadora                             |
| 2006–2007 | Maracaná 06                                  | Cuatro                    | Reportera                                |
| 2006–2008 | Insert Coin                                  | AXN                       | Presentadora                             |
| 2007      | Esta tarde con esta gente                    | Cuatro                    | Presentadora                             |
| 2007      | El ojo público del ciudadano                 | La 1                      | Colaboradora                             |
| 2007      | Como te lo cuento                            | Localia televisión        | Presentadora                             |
| 2007–2011 | Sé lo que hicisteis...                       | La Sexta                  | Colaboradora, copresentadora y reportera |
| 2011      | Involución                                   | Neox                      | Presentadora                             |
| 2011–2013 | Feliz Año Neox                               | Neox                      | Presentadora                             |
| 2012      | Cruce de palabras                            | Canal Extremadura         | Presentadora                             |
| 2013      | Increíbles: el gran desafío                  | Antena 3                  | Copresentadora                           |
| 2013      | Tu cara más solidaria 1                      | Antena 3                  | Concursante                              |
| 2013      | Gala de Premios LFP                          | La 1                      | Presentadora                             |
| 2013–2014 | Se hace saber                                | La 1                      | Colaboradora                             |
| 2014      | El pueblo más divertido de España            | La 1                      | Colaboradora                             |
| 2014–2015 | Más que en vivo                              | La 2                      | Presentadora                             |
| 2014–2015 | Todo va bien                                 | Cuatro                    | Colaboradora                             |
| 2015      | La mañana                                    | La 1                      | Colaboradora                             |
| 2015      | La Alfombra Roja Palace                      | La 1                      | Presentadora                             |
| 2015–2018 | Amigas y conocidas                           | La 1                      | Colaboradora y presentadora              |
| 2016      | ¿Tienes un minuto?                           | CMM TV                    | Presentadora                             |
| 2016      | Trabajo temporal                             | La 1                      | Concursante                              |
| 2016      | Nacidos para correr                          | La 1                      | Concursante                              |
| 2016      | Poder canijo                                 | La 1                      | Colaboradora                             |
| 2016      | Telepasión                                   | La 1                      | Presentadora                             |
| 2017      | El gran reto musical                         | La 1                      | Invitada                                 |
| 2017      | WorldPride Madrid 2017                       | Telemadrid y DKISS        | Presentadora                             |
| 2017      | Cadena de amigas                             | Fox Life                  | Colaboradora                             |
| 2017      | La Movida Navideña                           | Telemadrid                | Presentadora                             |
| 2017–2018 | Se acabó lo que se daba: Especial Nochebuena | Telemadrid                | Presentadora junto a Quequé              |
| 2018      | Gala de Carnaval de Santa Cruz de Tenerife   | La 2 y Televisión Canaria | Presentadora                             |
| 2018      | ¡Qué orgullo 2018!                           | Telemadrid                | Presentadora                             |
| 2019      | Cuatro al día                                | Cuatro                    | Colaboradora                             |
| 2019      | Se acabó lo que se daba                      | Telemadrid                | Presentadora                             |
| 2020      | Typical Spanish                              | La 1                      | Invitada                                 |
| 2020      | El cazador                                   | La 1                      | Concursante                              |
| 2023–2024 | Zapeando                                     | La Sexta                  | Colaboradora                             |
| 2024      | Generación TOP                               | La Sexta                  | Concursante                              |

Radio
| Radio     | Radio             | Radio    | Radio                     |
| Año       | Título            | Emisora  | Notas                     |
| --------- | ----------------- | -------- | ------------------------- |
| 2012–2013 | La teniente Urgel | Happy FM | Colaboradora              |
| 2016-2019 | Las mañanas Kiss  | Kiss FM  | Colaboradora Presentadora |

Teatro
| Teatro | Teatro            | Teatro                | Teatro               |
| Año    | Título            | Personaje             | Notas                |
| ------ | ----------------- | --------------------- | -------------------- |
| 2013   | Fiambres Variados | Charo, Alicia y Marta | Actriz               |
| 2016   | The Hole          | MC                    | Actriz, presentadora |